# Cyriel Buysse

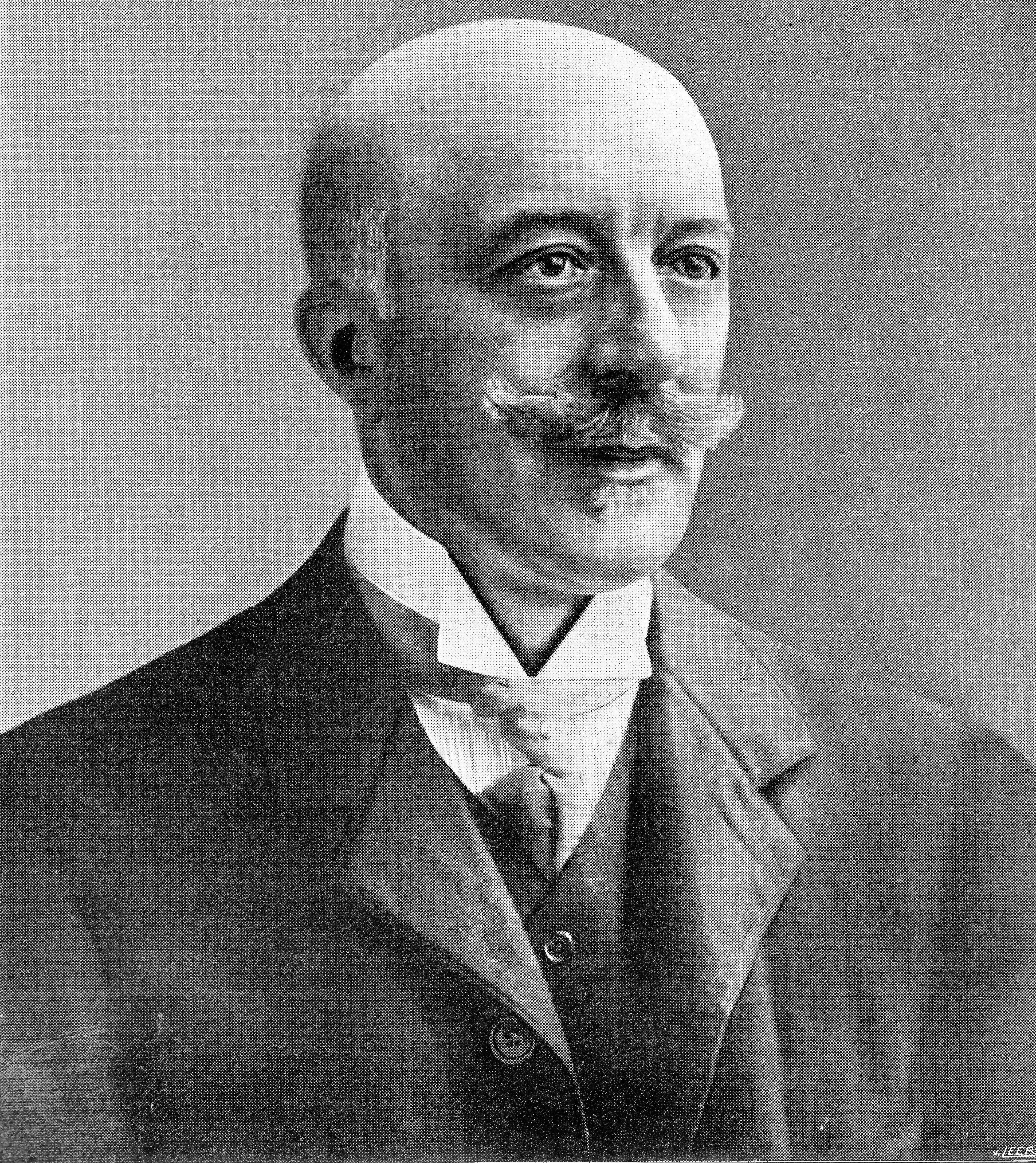
Cyriel Buysse.

Cyriel Buysse, född 20 september 1859 i Nevele, Östflandern, död 25 juli 1932 i Afsnee, Östflandern, var en flamländsk författare. Han var systerson till Rosalie och Virginie Loveling.
Buysse har ansetts som en av den modernare flamländska litteraturens bästa pennor, och är berömd för sin livliga och robusta berättarkonst. Buysse skildrade främst de belgiska bönderna och arbetarnas liv. Till hans naturalistiska period 1890-1900 hör romanerna De Biezenstekker, En Leeuw van Vlaanderen, Op't blauwhuis med flera. Bland hans senare romaner märks Het leven van Rozeke van Daelen (1905), Daarna (1904), De strijd (1918). Buysse skrev även flera skådespel, varibland märks Gezin van Paemel (1903).